# تیری بورگینیون
تیری بورگینیون (فرانسوی: Thierry Bourguignon‎؛ زادهٔ ۱۹ دسامبر ۱۹۶۲) دوچرخه‌سوار اهل فرانسه است.